# Piaszno (Wzniesienia Gubińskie)
Piaszno (Bronków Mały, Jezioro Leśne, dawna niem. nazwa Sand See) – bezodpływowe jezioro we wsi Bronków, gmina Bobrowice, powiat krośnieński, województwo lubuskie.

## Opis i charakterystyka
Brzegi jeziora prawie całkowicie porasta pas trzcinowisk, z typowymi gatunkami roślin: trzciną pospolitą, pałką wąsko- i szerokolistną. Tworzą one strefę o szerokości od 1 do 40 m, szczególnie rozległa jest ona w części południowo-wschodniej. Skupiska roślinności o liściach pływających występują głównie w południowo-zachodniej i południowo-wschodniej części jeziora i reprezentowane są prawie wyłącznie przez grężele żółte. Dno jeziora w zdecydowanej większości jest piaszczyste, w części centralnej z niewielką ilością osadów mulistych. W krańcu północno-wschodnim, w pobliżu śródleśnego parkingu, zlokalizowane jest "dzikie" kąpielisko z łagodnie schodzącym piaszczystym brzegiem. Jezioro zaliczane jest do jezior linowo-szczupakowych. Panują w nim bardzo dobre warunki naturalnego rozrodu, dzięki czemu takie gatunki jak leszcz, płoć, karp, lin, sandacz i szczupak tworzą liczne populacje.
Otoczenie jeziora jest typowe dla lubuskich krajobrazów, przeważają tu suche bory sosnowe.

## Morfometria
Według danych Instytutu Rybactwa Śródlądowego powierzchnia zwierciadła wody jeziora wynosi 19,6 ha, natomiast A. Choiński, poprzez planimetrowanie na mapach 1:50 000, określił wielkość jeziora na 20 ha.
Średnia głębokość zbiornika wodnego to 0,9 m, a maksymalna – 1,7 m. Objętość jeziora wynosi 176,4 tys. m³. Maksymalna długość jeziora to 820 m, a szerokość 360 m. Długość linii brzegowej wynosi 2150 m.
Według Atlasu jezior Polski (red. J. Jańczak, 1996) lustro wody znajduje się na wysokości 64,5 m n.p.m., natomiast według numerycznego modelu terenu udostępnionego przez Geoportal lustro wody znajduje się na wysokości 63,4 m n.p.m.
Według Mapy Podziału Hydrograficznego Polski leży na terenie zlewni szóstego poziomu Jeziernica do Tęczy (p). Identyfikator MPHP to 173441.